# Saint-Hilaire-sur-Puiseaux
Saint-Hilaire-sur-Puiseaux è un comune francese di 174 abitanti situato nel dipartimento del Loiret nella regione del Centro-Valle della Loira.

## Società

### Evoluzione demografica
Abitanti censiti